# Diplotemnus rothi
Espèce
Diplotemnus rothi est une espèce de pseudoscorpions de la famille des Atemnidae.

## Distribution
Cette espèce est endémique d'Arizona aux États-Unis. Elle se rencontre vers Portal.

## Étymologie
Cette espèce est nommée en l'honneur de Vincent Daniel Roth.

## Publication originale
- Muchmore, 1975 : Two miratemnid pseudoscorpions from the western Hemisphere (Pseudoscorpionida, Miratemnidae). Southwestern Naturalist, vol. 20, no 2, p. 231-239.